# Rettungstunnel

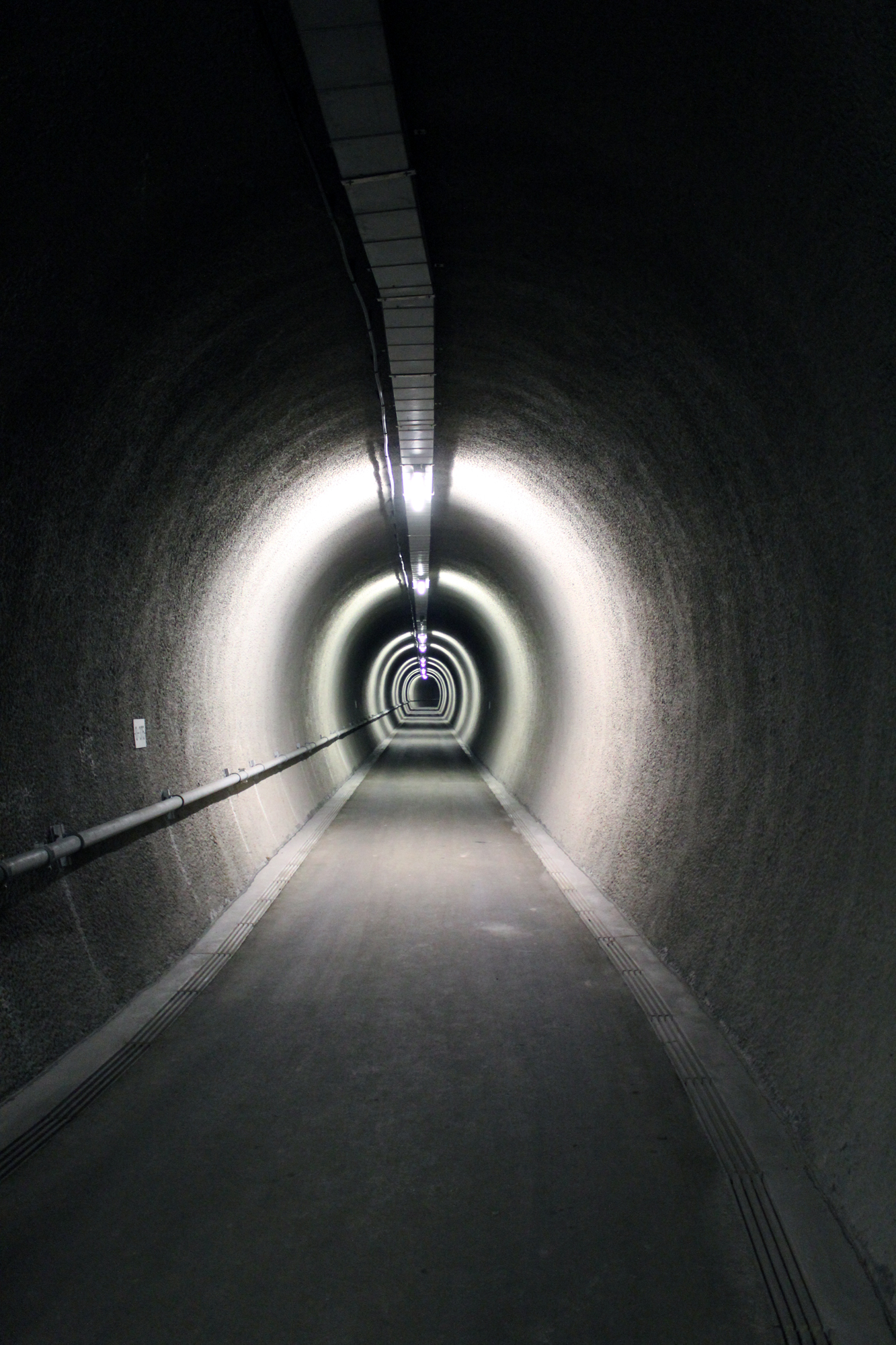
Fluchtstollen im Heslacher Tunnel.

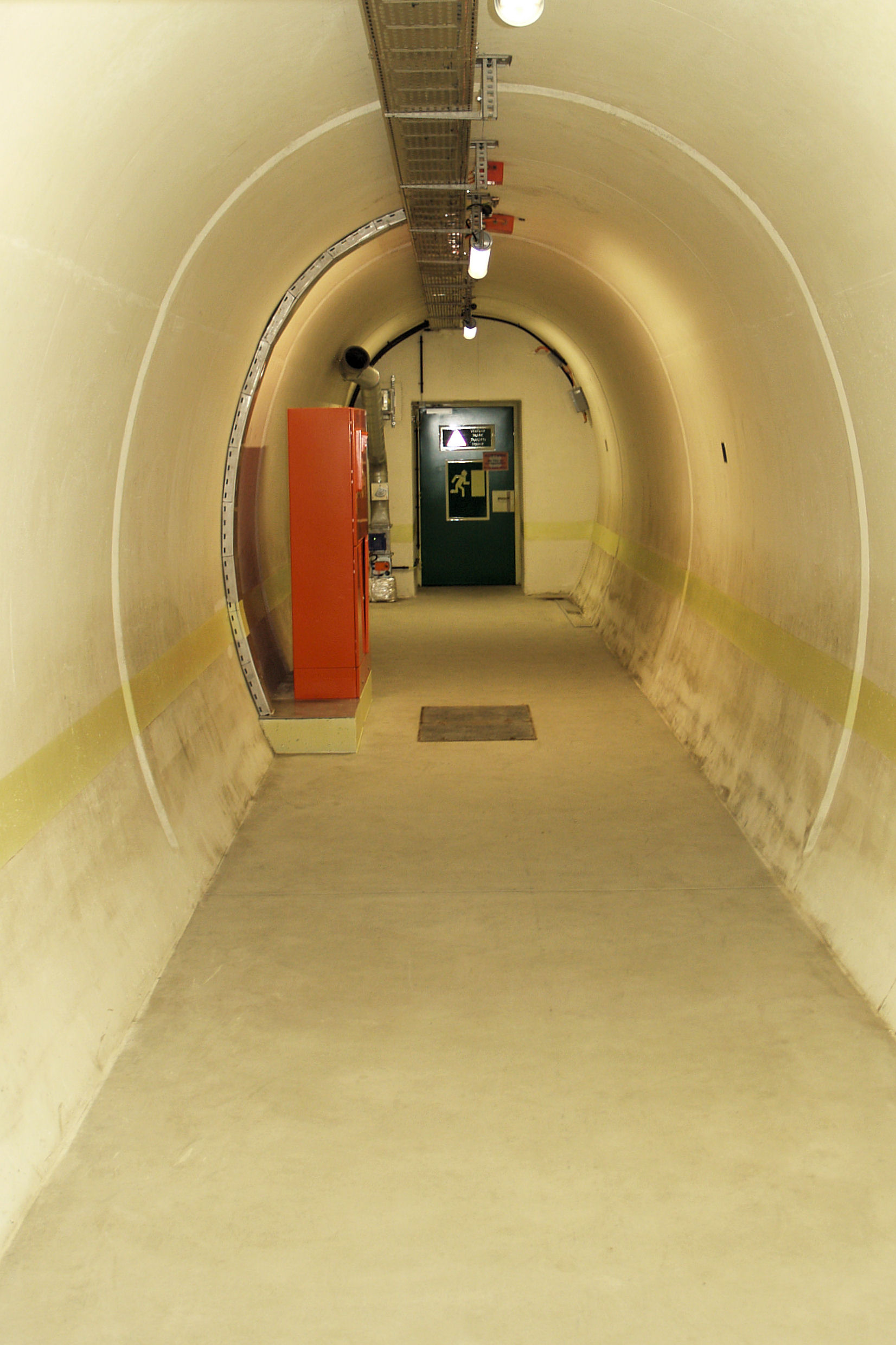
Innenansicht eines Verbindungsstollens zwischen den beiden Tunnelröhren in Uetlibergtunnel.

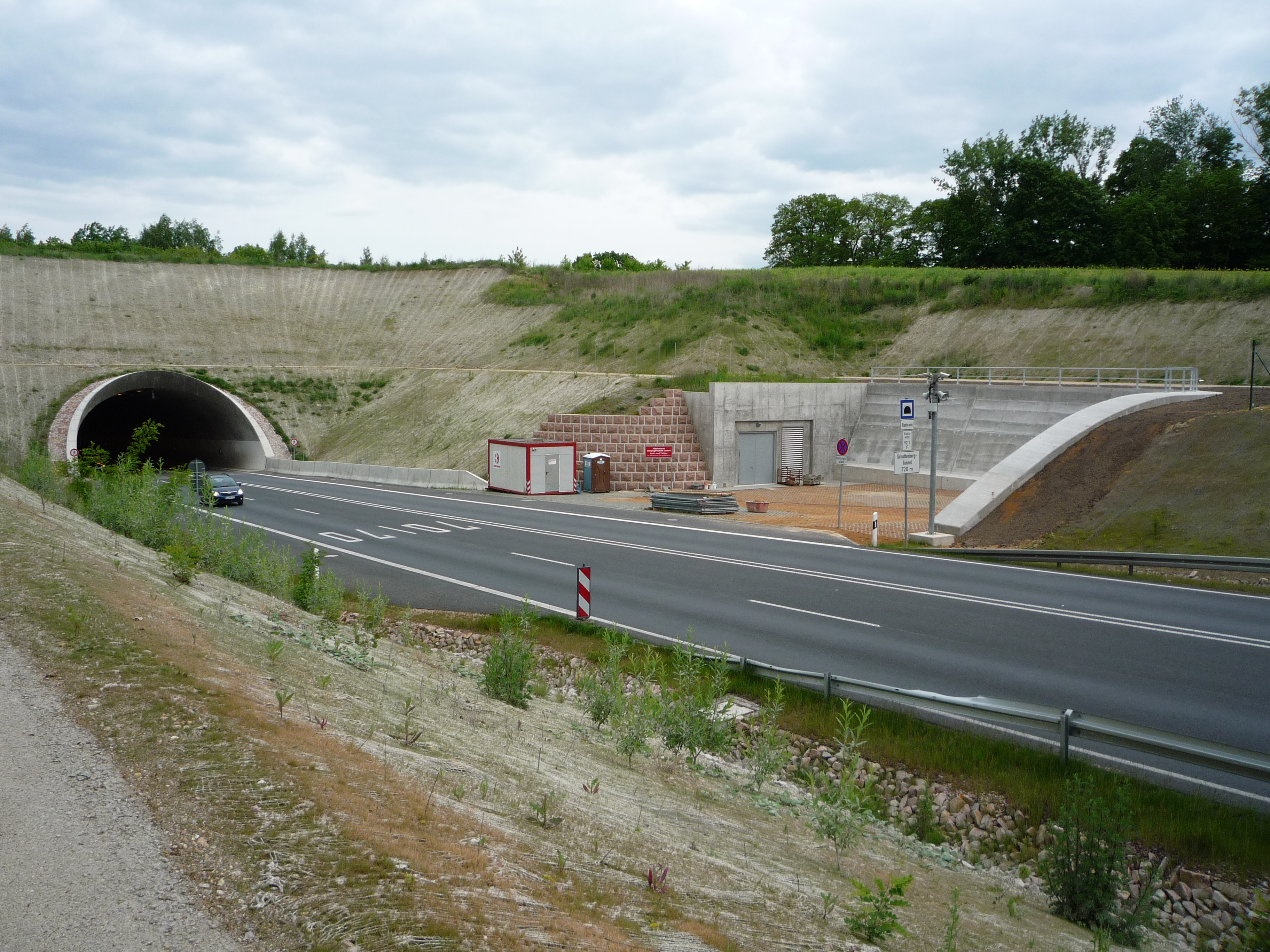
Schottenbergtunnel-Westportal mit dem Rettungsplatz, auf der rechten Seite der Ausgang des Rettungstunnels.

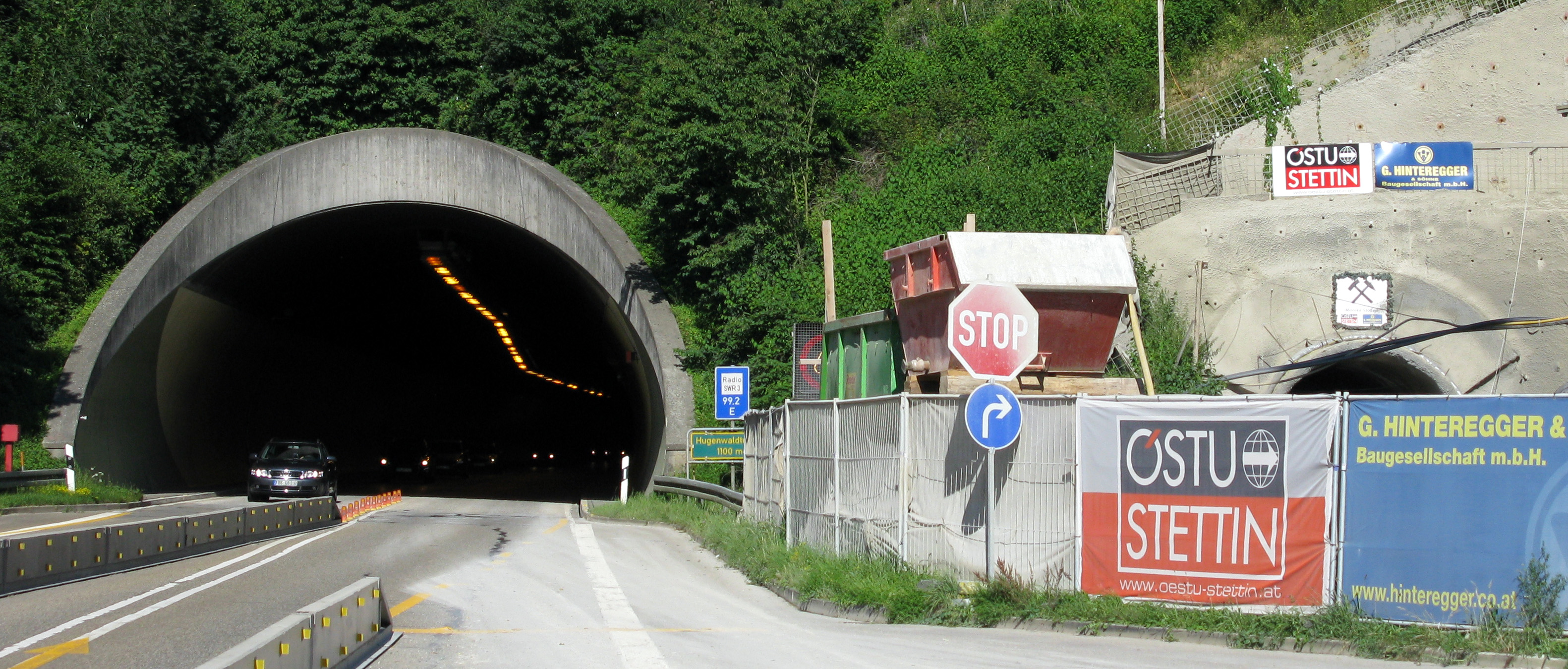
Hugenwaldtunnel-Westportal mit Rettungsstollen im Bau.

Kennzeichnung des Fluchtweges im Tunnel.

Fluchtwegkennzeichen mit Richtungs- und Entfernungsangabe zum nächstgelegenen Notausgang.

Ein Rettungstunnel, auch Fluchttunnel oder Fluchtstollen, ist ein von oder zu einem Bauwerk führender, räumlich und technisch vom Hauptbauwerk weitgehend unabhängiger Rettungsweg.

## Einsatzgebiet
Rettungstunnel werden dort gebaut und betrieben, wo Menschen im Haupttunnel oder einem Bauwerk in Gefahr geraten können und eine sichere Flucht aus dem Haupttunnel oder Bauwerk ohne Rettungstunnel/Rettungsstollen unter Umständen nicht möglich ist, so z. B. in Straßentunneln, Eisenbahntunneln, U-Bahn-Tunneln oder bei weitverzweigten, verschachtelten oder räumlich ausgedehnten Bauwerken.

## Unterirdische Rettungstunnel
Unterirdische Rettungstunnel sind solche, die zum Großteil von Erdreich, Gestein oder dem Fundament eines Bauwerks überdeckt sind.

### Verkehr
Ein Rettungstunnel im Verkehrsbereich ist ein meist parallel zu einem Haupttunnel oder -stollen aus dem Berg führender, räumlich und technisch vom Hauptbauwerk auch weitgehend unabhängiger Rettungsweg. Er kann auch als Servicetunnel oder -stollen für die Mitarbeiter des Stollenbetreibers und/oder als Rettungszugang für Einsatzkräfte in den Haupttunnel im Rettungsfall (z. B. Brandfall) genutzt werden (siehe z. B.  Belchentunnel oder Tunnel Fleckberg). Bei zweiröhrigen Tunnelbauwerken kann jeweils einer der beiden Haupttunnel zum Rettungstunnel umfunktioniert werden (siehe z. B.: Großer-Belt-Bahntunnel). Im Fall des Arlberg-Eisenbahntunnels wurden 2004 bis 2007 mehrere Querschläge zum Arlberg-Straßentunnel geschaffen, um eine rasche und kostengünstige Rettungsmöglichkeit für beide Tunnel zu realisieren.
Der Rettungstunnel ist mit dem Haupttunnel, je nach Länge des Haupttunnels, durch eine oder mehrere Querverbindungen verbunden. Die Verbindungen sind regelmäßig zum Schutz des Rettungstunnels mit Schleusen ausgestattet, so dass z. B. bei einem Brand im Haupttunnel Rauch nur in geringen Mengen in den Rettungstunnel gelangen kann.
Rettungstunnel und Querverbindungen können je nach Nutzungsmöglichkeit und Konzeption auch befahrbar sein, so dass schwere Lastkraftwagen (z. B. Feuerwehrlöschfahrzeuge) diesen benutzen können (siehe z. B. Tunnel Eierberge).
Rettungstunnel sind nur ein Teil von baulichen, technischen und organisatorischen Maßnahmen. Teile von Rettungstunneln können z. B. auch folgende bauliche Einrichtungen sein:
- direkte Ausgänge vom Tunnel ins Freie (Rettungsstollen),
- Querverbindungen zwischen Tunnelröhren,
- Ausgänge zu einem Fluchtstollen,
- Schutzräume mit einem von der Tunnelröhre getrennten Fluchtweg.[6]

#### Einfluss des Europäischen Rechts
Eine wesentliche Harmonisierung und ein nachhaltiger Entwicklungsschub im Hinblick auf die Sicherheit von Personen in Verkehrstunneln wurde durch die europäische Gesetzgebung seit etwa dem Jahr 2000 ausgelöst. Insbesondere wurde dies mit der Richtlinie 2004/54/EG des Europäischen Parlaments und des Rates vom 29. April 2004 über Mindestanforderungen an die Sicherheit von Tunneln im transeuropäischen Straßennetz erreicht, deren Umsetzung in den Mitgliedsstaaten bis zum 30. April 2006 abgeschlossen sein musste.
Ursache für diese europäische Gesetzgebung waren unter anderem die Unglücksfälle im Montblanc- und im Tauerntunnel 1999 sowie im Gotthard-Strassentunnel 2001.

### Sonstige Rettungstunnel
Als „Rettungstunnel“ werden auch bei U-Bahn-Bahnsteigen sich unter den Bahnsteig erstreckende Hohlräume bezeichnet, in welche eine Person, die auf die Bahngleise fällt, sich hineinrollen kann, so dass sie von einem einfahrenden Zug nicht erfasst werden kann.
Rettungstunnel wurden auch in Bunkeranlagen vorab eingerichtet (siehe z. B.  Radbrunnen- und Neutorkeller oder in Steyr, Michaelerplatz) oder aber im Notfall gegraben (siehe z. B.: Kornmarkt in Frankfurt am Main).
Ebenso können Rettungstunnel bereits vorab von öffentlichen Gebäuden wegführen wie z. B. im Allgemeinen Krankenhaus der Stadt Wien, bei dem mit dem Rettungstunnel der innere und äußere Währinger Gürtel und die U-Bahn-Linie U6 gequert wird.
Für einen klappbaren Rettungstunnel, der in bestehenden unterirdischen Haupttunneln installiert wird und im Gefahrfall heruntergeklappt werden kann, wurde ein Patent angemeldet.

### Unterirdische Rettungs-Übungstunnel
Die International Fire Academy (IFA) in Balsthal (Schweiz) verfügt über drei Tunnel-Übungsanlagen mit
- „ein- und zweispurigen Streckenabschnitten und zahlreichen horizontalen und vertikalen Flucht- und Rettungswegen“ (260 m),[12]
- einem „Bahntunnel mit ein- und zweispurigen Streckenabschnitten und einer Bahnstation mit separaten Flucht- und Rettungswegen“ (260 m),[13]
- dem Brandstollen „Lungern Strasse“ (150 m).[14]

## Oberirdische Rettungstunnel
Oberirdische Rettungstunnel sind solche, die in Gebäuden oberhalb des Fundamentes oder im Freien oberhalb der Erdoberfläche fest oder mobil installiert sind.

### Statische Rettungstunnel
Rettungstunnel in Gebäuden sind in der Regel verlängerte Eingangsbereiche (Flure). Rettungstunnel können eine Sonderform eines horizontalen Rettungsweges sein und durch das Untergeschoss führen.

### Mobile Rettungstunnel
Eine Vorrichtung zur Rettung der Menschen bei Brand aus einem mehrgeschossigen Gebäude wurde 2003 zum Patent angemeldet und als „Rettungstunnel“ bezeichnet. Für ein als „Air Rope“ bezeichnetes Rettungssystem besteht bislang lediglich eine Designstudie.
Ein Rettungstunnel kann unter Umständen auch ein mobiles, gedecktes Notbrückensystem darstellen.

## Andere technische Maßnahmen
Neben der Errichtung eines Rettungstunnels können weitere technische Maßnahmen die Sicherheit von Personen in Tunneln (Tunnelsicherheit) und Bauwerken erhöhen bzw. ergänzen. Die sind z. B.: Lüftungsanlagen, Notausgänge als direkte Fluchtstollen, Rettungsschächte, Notbeleuchtungen, Notrufnischen mit Notrufanlage, Brandmelder und Feuerlöscher, Sprinkleranlage und Feuerwehr-Löschwasserentnahmestutzen, Videoüberwachungsanlage, Lautsprecheranlage und Radioempfang/-durchsagen im Tunnel (Tunnelfunkanlage) oder Notgehwege in Haupttunnel.

## Abgrenzung
Der Rettungstunnel / -stollen unterscheidet sich vom Rettungsweg im Sinne der Bauordnung bzw. Fluchtweg dadurch, dass er baulich getrennt und im Regelfall nicht für andere Verkehrszwecke oder Lagerzwecke etc. genutzt wird.
Oftmals sind umgangssprachlich als Fluchtstollen bezeichnete Bauwerke keine Stollen im Sinne der Bergmannsprache, sondern Rettungs-/Fluchttunnel (haben also zwei Mundlöcher). Umgekehrt werden Rettungsstollen auch als „Rettungstunnel“ bezeichnet.